# Liste der politischen Parteien in Tansania
Die Liste der politischen Parteien in Tansania beinhaltet alle in Tansania zugelassenen politischen Parteien.
Politische Parteien müssen in Tansania registriert werden und ihren Hauptsitz in Tansania haben:
| Registrierungs-Nummer | Name                                            | Abkürzung     | Registrierungs-Datum |
| --------------------- | ----------------------------------------------- | ------------- | -------------------- |
| 1                     | Chama cha Mapinduzi                             | CCM           | 1. Juli 1992         |
| 2                     | Civic United Front                              | CUF           | 21. Januar 1993      |
| 3                     | Chama cha Demokrasia na Maendeleo               | CHADEMA       | 21. Januar 1993      |
| 4                     | Union for Multiparty Democracy                  | UMD           | 21. Januar 1993      |
| 5                     | National Convention for Construction and Reform | NCCR-Mageuzi  | 21. Januar 1993      |
| 6                     | National League for Democracy                   | NLD           | 21. Januar 1993      |
| 8                     | United Peoples’ Democratic Party                | UDPD          | 4. Februar 1993      |
| 9                     | National Reconstruction Alliance                | NRA           | 8. Februar 1993      |
| 11                    | African Democratic Alliance Party               | ADA-TADEA     | 5. April 1993        |
| 12                    | Tanzania Labour Party                           | TLP           | 24. November 1993    |
| – (1)                 | United Democratic Party                         | UDP           | 24. März 1994        |
| – (1)                 | Chama cha Demokrasia Makini                     | MAKINI        | 15. November 2001    |
| 13                    | Democratic Party                                | DP            | 7. Juni 2002         |
| 14                    | Sauti ya Umma                                   | SAU           | 17. Februar 2005     |
| 15                    | Alliance for African Farmers Party              | AAFP          | 3. November 2009     |
| 16                    | Chama cha Kijamii                               | CCK           | 27. Januar 2012      |
| 17                    | Alliance for Democratic Change                  | ADC           | 28. August 2012      |
| 18                    | Chama cha Ukombozi wa Umma                      | CHAUMMA       | 4. Juni 2013         |
| 19                    | Alliance for Change and Transparency            | ACT Wazalendo | 5. Mai 2014          |

(1) Die durchgestrichenen Parteien waren 2021 noch registriert.